# Monzenbach (Wüstung)
Monzenbach ist eine wüst gefallene ehemalige Siedlung mit Adelssitz im Tal des Monzenbachs etwa halbwegs (Luftlinie) zwischen Seelbach und Oberscheld im Lahn-Dill-Kreis.  Der Ort wird 1498 zum letzten Mal erwähnt und lag in der Nähe der Quelle des Monzenbachs an einem Nordhang, auf dem Gemarkungsgebiet von Seelbach, das an dieser Stelle in die Gemarkung Oberscheld hineinragt.  Bei Flurforschungen wurden dort Wohnpodien und Mauerreste gefunden.  Das Monzenbachtal und die umliegenden Höhen waren schon in frühgeschichtlicher und mittelalterlicher Zeit besiedelt, und oberhalb des Tals wurde einst Eisenstein gefördert.
Ein in den ehemaligen Nassauischen Ämtern Herborn und Driedorf ansässiges, 1257 erstmals beurkundetes, aber 1351 letztmals bezeugtes Geschlecht Niederadliger leitete seinen Namen von seinem hier liegenden Hofgut und Stammsitz bzw. dem vorbeifließenden Bach ab.  Die Kommende Marburg des Deutschen Ordens ist in den Jahren 1255 und 1316 als Besitzer von Gütern in Monzenbach bekundet.  1333 besaßen die Ganerben von Dernbach zwei Höfe im Ort, die sie in diesem Jahr, am Ende der Dernbacher Fehde, nicht an die Grafen von Nassau abtreten mussten.
Der Ort wurde nach und nach aufgegeben, als sich im späten Mittelalter und der frühen Neuzeit das Dorf Seelbach entwickelte und vergrößerte und die umliegenden kleineren oder weniger günstig gelegenen Streu- und Einzelhofsiedlungen Monzenbach, Alt-Dernbach, Staudt und Nesselhof ganz bzw. teilweise an sich und in seine Gemarkung zog.  Die Reste der ehemaligen Adelsgüter wurden im 17. Jahrhundert von Seelbacher Bauern aufgekauft.

## Sage
Es existiert die Sage vom Monzenbacher Schloss, die sich vermutlich auf die Herren von Monzenbach bezieht.